# Eustomias vulgaris
Eustomias vulgaris är en fiskart som beskrevs av Clarke 2001. Eustomias vulgaris ingår i släktet Eustomias och familjen Stomiidae. IUCN kategoriserar arten globalt som livskraftig. Inga underarter finns listade i Catalogue of Life.